# Морганвілл (Канзас)
Морганвілл (англ. Morganville) — місто (англ. city) в США, в окрузі Клей штату Канзас. Населення — 180 осіб (2020).

## Географія
Морганвілл розташований за координатами 39°28′0″ пн. ш. 97°12′13″ зх. д. / 39.46667° пн. ш. 97.20361° зх. д. (39.466715, -97.203674).  За даними Бюро перепису населення США в 2010 році місто мало площу 0,87 км², з яких 0,87 км² — суходіл та 0,01 км² — водойми.

## Демографія
Згідно з переписом 2010 року, у місті мешкали 192 особи в 79 домогосподарствах у складі 55 родин. Густота населення становила 220 осіб/км².  Було 86 помешкань (98/км²).
Расовий склад населення:
| - 97,4 % — білих - 1,0 % — чорних або афроамериканців |

До двох чи більше рас належало 1,0 %. Частка іспаномовних становила 2,6 % від усіх жителів.
За віковим діапазоном населення розподілялося таким чином: 23,4 % — особи молодші 18 років, 58,9 % — особи у віці 18—64 років, 17,7 % — особи у віці 65 років та старші. Медіана віку мешканця становила 43,5 року. На 100 осіб жіночої статі у місті припадало 113,3 чоловіків;  на 100 жінок у віці від 18 років та старших — 98,6 чоловіків також старших 18 років.
Середній дохід на одне домашнє господарство  становив 50 641 долар США (медіана — 38 750), а середній дохід на одну сім'ю — 54 304 долари (медіана — 45 833). Медіана доходів становила 34 375 доларів для чоловіків та 26 667 доларів для жінок. За межею бідності перебувало 15,1 % осіб, у тому числі 22,9 % дітей у віці до 18 років та 11,5 % осіб у віці 65 років та старших.
Цивільне працевлаштоване населення становило 75 осіб. Основні галузі зайнятості: освіта, охорона здоров'я та соціальна допомога — 22,7 %, транспорт — 13,3 %, виробництво — 12,0 %.